# Laval-de-Cère
Laval-de-Cère is een gemeente in het Franse departement Lot (regio Occitanie) en telt 322 inwoners (1999). De plaats maakt deel uit van het arrondissement Figeac.

## Geografie
De oppervlakte van Laval-de-Cère bedraagt 8,0 km², de bevolkingsdichtheid is 40,3 inwoners per km².

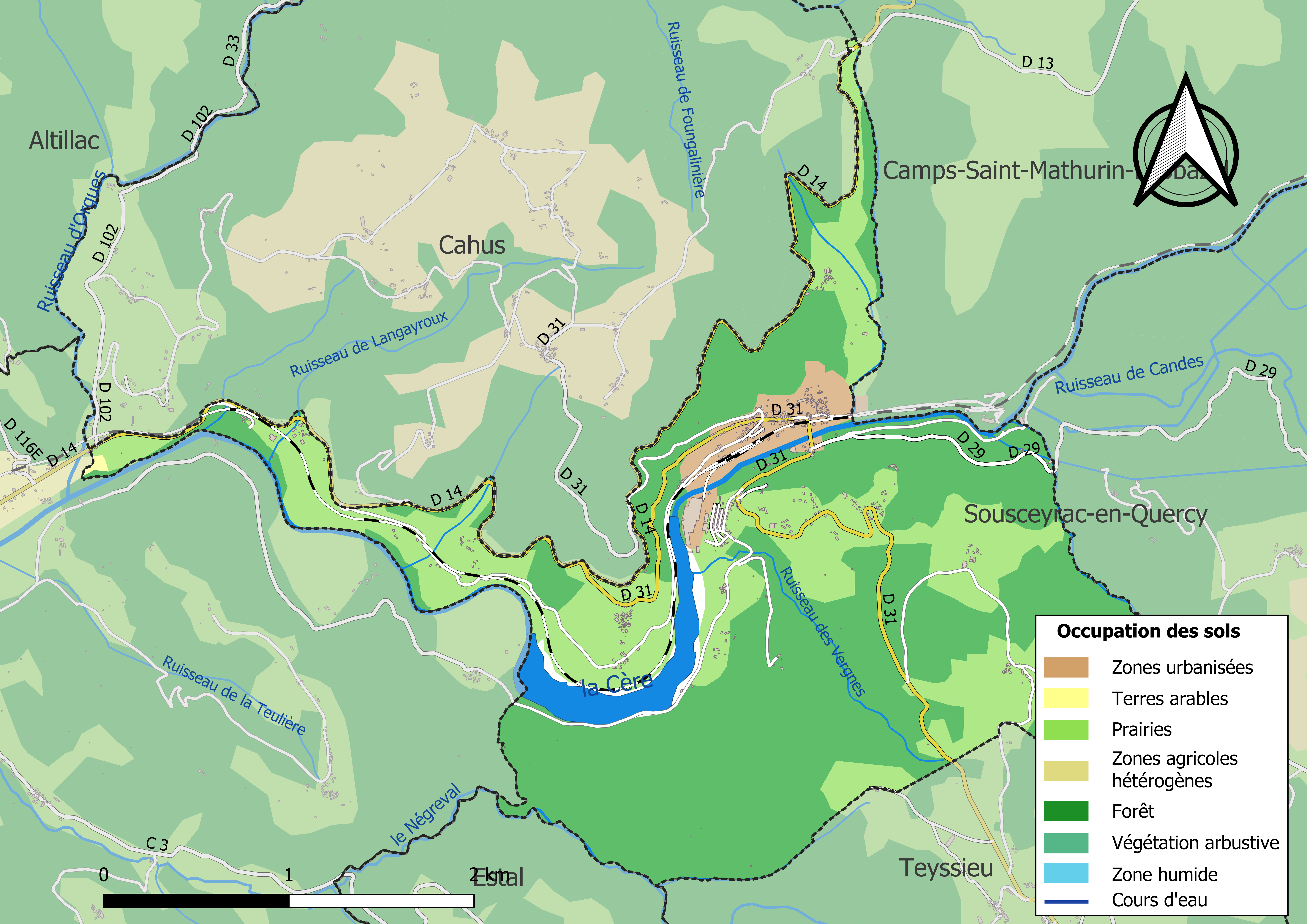
Kaart van de gemeente met de belangrijkste infrastructuur, bodemgebruik en omliggende gemeenten

## Verkeer
In de gemeente ligt de spoorweghalte Laval-de-Cère.

## Demografie
Onderstaande figuur toont het verloop van het inwonertal (bron: INSEE-tellingen).